# Atletismo nos Jogos Insulares de 2023
As competições de atletismo nos Jogos Insulares de 2023 foram disputados em Saint Peter Port, em Guernsey, entre os dias 9 e 14 de julho. Foram realizados um total de quarenta e dois eventos, entre masculino e feminino. As provas ocorreram no Osmond Priaulx Memorial Playing Fields.

## Participantes
- Åland
- Alderney
- Anglesey
- Bermuda
- Gibraltar
- Gotland
- Gozo
- Groelândia
- Guernsey (Anfitrião)
- Ilha de Man
- Ilha de Wight
- Ilhas Cayman
- Ilhas Faroé
- Ilhas Ocidentais
- Jersey
- Minorca
- Orkney
- Saaremaa
- Santa Helena
- Shetland

## Medalhistas

### Masculino
| Evento                     | Ouro                                                               | Ouro     | Prata                                                                                            | Prata    | Bronze                                                           | Bronze   |
| -------------------------- | ------------------------------------------------------------------ | -------- | ------------------------------------------------------------------------------------------------ | -------- | ---------------------------------------------------------------- | -------- |
| 100 metros                 | Eiri Jógvansson Glerfoss Ilhas Faroé                               | 10.58    | Joe Chadwick Guernsey                                                                            | 10.70    | Zachary Price Anglesey                                           | 10.75    |
| 200 metros                 | Jónas Gunnleivsson Isaksen Ilhas Faroé                             |          | Jamie Oldham Jersey                                                                              |          | Jessy Franco Gibraltar                                           |          |
| 400 metros                 | Jónas Gunnleivsson Isaksen Ilhas Faroé                             | 46.02    | Cameron Chalmers Guernsey                                                                        | 46.33    | Peter Curtis Guernsey                                            | 47.82    |
| 800 metros                 | Iolo Hughes Anglesey                                               | 1:52.15  | Seumas MacKay Shetland                                                                           | 1:54.27  | Xavi Cubas Torras Minorca                                        | 1:55.07  |
| 1500 metros                | Iolo Hughes Anglesey                                               | 3:52.25  | Seumas MacKay Shetland                                                                           | 3:53.79  | Samuel Maher Jersey                                              | 3:55.33  |
| 5000 metros                | Osian Perrin Anglesey                                              | 14:11.85 | David Borg Gozo                                                                                  | 14:59.41 | Samuel Maher Jersey                                              | 14:59.61 |
| 10000 metros               | Kaur Kivistik Saaremaa                                             | 31:10.50 | Corrin Leeming Ilha de Man                                                                       | 31:10.79 | Alan Corlett Ilha de Man                                         | 31:12.31 |
| 110 metros com barreiras   | Evan Campbell Jersey                                               | 15.09    | Johannes Treiel Saaremaa                                                                         | 15.21    | Peter Curtis Guernsey                                            | 15.40    |
| 400 metros com barreiras   | Alastair Chalmers Guernsey                                         | 49.83    | Peter Curtis Guernsey                                                                            | 51.70    | Will Brown Jersey                                                | 56.64    |
| 3000 metros com obstáculos | Kaur Kivistik Saaremaa                                             | 9:48.83  | Daniel Eckersley Ilha de Wight                                                                   | 9:49.10  | Ben Sergeant Anglesey                                            | 10:11.48 |
| Revezamento 4x100 metros   | Aidan Loane Jamie Oldham Steven Mackay Tyler Johnson Jersey        | 41.94    | Cai Jones Cameron Jones Ewan Jones Zachary Price Anglesey                                        | 42.69    | Ben Sinclair Daniel Clague Nathan Teece Regan Corrin Ilha de Man | 43.22    |
| Revezamento 4x400 metros   | Alastair Chalmers Cameron Chalmers Peter Curtis Josh Duke Guernsey | 3:11.95  | Dánjal Dahl Ljósheim Jónas Gunnleivsson Isaksen Leon Johannesen Tummas Petur Sjóvará Ilhas Faroé | 3:18.31  | Jamie Oldham Matthew Brown Tyler Johnson Will Brown Jersey       | 3:19.78  |
| Meia-maratona - individual | Corrin Leeming Ilha de Man                                         | 01:08:16 | Lewis MacAlpine Ilhas Ocidentais                                                                 | 01:08:57 | George Rice Jersey                                               | 01:09:00 |
| Meia-maratona - equipe     | Alan Corlett Corrin Leeming Samuel Jones Ilha de Man               | 5        | James Priest Sammy Galpin Stephen Dawes Guernsey                                                 | 12       | Arnold Rogers Benjamin Reeves Harvey Dixon Gibraltar             | 15       |
| Salto em altura            | Regan Corrin Ilha de Man                                           | 1.95     | James Margrave Ilha de Man                                                                       | 1.90     | Rauno Liitmäe Saaremaa                                           | 1.90     |
| Salto em distância         | Eiri Jógvansson Glerfoss Ilhas Faroé                               | 7.12     | Nicolas Vila Iglesias Minorca                                                                    | 6.87     | Johannes Treiel Saaremaa                                         | 6.71     |
| Salto triplo               | Nicolas Vila Iglesias Minorca                                      | 14.55    | Miso Buha Ilhas Faroé                                                                            | 13.43    | Tórur Mortensen Ilhas Faroé                                      | 13.40    |
| Arremesso de peso          | Genro Paas Saaremaa                                                | 14.82    | Patrick Harris Anglesey                                                                          | 14.75    | Evan Campbell Jersey                                             | 14.02    |
| Lançamento de dardo        | Joe Harris Ilha de Man                                             | 68.95    | Rauno Liitmäe Saaremaa                                                                           | 60.37    | James Bougourd Guernsey                                          | 53.79    |
| Lançamento de disco        | Nicholas Percy Ilha de Wight                                       | 58.33    | Zane Duquemin Jersey                                                                             | 56.23    | Gevin Paas Saaremaa                                              | 49.75    |
| Lançamento de martelo      | Andy Frost Ilha de Wight                                           | 55.12    | Genro Paas Saaremaa                                                                              | 53.93    |                                                                  |          |

### Feminino
| Evento                     | Ouro                                                           | Ouro     | Prata                                                           | Prata    | Bronze                                                                                          | Bronze   |
| -------------------------- | -------------------------------------------------------------- | -------- | --------------------------------------------------------------- | -------- | ----------------------------------------------------------------------------------------------- | -------- |
| 100 metros                 | Sara Wiss Åland                                                | 11.86    | Abi Galpin Guernsey                                             | 11.89    | Katie Dinwoodie Shetland                                                                        | 12.16    |
| 200 metros                 | Abi Galpin Guernsey                                            | 24.02    | Ffion Roberts Anglesey                                          | 24.54    | Katie Dinwoodie Shetland                                                                        | 24.74    |
| 400 metros                 | Ffion Roberts Anglesey                                         | 55.20    | Sophie Porter Guernsey                                          | 56.43    | Rebecca Toll Guernsey                                                                           | 57.19    |
| 800 metros                 | Cari Hughes Anglesey                                           | 2:15.74  | Darcey Hodgson Guernsey                                         | 2:16.23  | Rebekka Fuglø Poulsen Ilhas Faroé                                                               | 2:17.73  |
| 1500 metros                | Rachael Franklin Ilha de Man                                   | 4:20.42  | Cari Hughes Anglesey                                            | 4:21.28  | Marina Bagur Olives Minorca                                                                     | 4:33.37  |
| 5000 metros                | Rachael Franklin Ilha de Man                                   | 16:05.80 | Marina Bagur Olives Minorca                                     | 16:38.49 | Nicole Petit Guernsey                                                                           | 18:11.04 |
| 10000 metros               | Sarah Roe Guernsey                                             | 36:56.01 | Amy Kelland Ilha de Wight                                       | 37:13.77 | Aly Kemp Orkney                                                                                 | 37:26.13 |
| 100 metros com barreiras   | Rhiannon Dowinton Guernsey                                     | 15.11    | Lucy Woodward Jersey                                            | 15.82    | Victoria Hancock Guernsey                                                                       | 16.06    |
| 400 metros com barreiras   | Olivia Allbut Jersey                                           | 1:01.40  | Maria Biskopstø Ilhas Faroé                                     | 1:03.39  | Aimee Christian Ilha de Man                                                                     | 1:09.41  |
| Revezamento 4x100 metros   | Abi Galpin Emily Pike Rebecca Toll Tilly Beddow Guernsey       | 48.60    | Danielle Wilkinson Lucy Cohu Lucy Woodward Olivia Allbut Jersey | 48.67    | Andrea Ecolango Carla Teece Lydia Morris Meghan Pilley Ilha de Man                              | 49.10    |
| Revezamento 4x400 metros   | Abi Galpin Hannah Lesbirel Rebecca Toll Sophie Porter Guernsey | 3:49.66  | Lucci Baker Lucy Woodward Olivia Allbut Yasmin Lookess Jersey   | 3:52.76  | Margit Weihe Fríðmundsdóttir Maria Biskopstø Oddvør Josephsen Rebekka Fuglø Poulsen Ilhas Faroé | 3:53.64  |
| Meia-maratona - individual | Rachael Franklin Ilha de Man                                   | 1:22:15  | Charlie Metcalfe Ilha de Wight                                  | 1:22:58  | Kim Baglietto Gibraltar                                                                         | 1:23:41  |
| Meia-maratona - equipe     | Carly Scoble Charlie Metcalfe Holly Newton Ilha de Wight       | 7        | Rachael Franklin Rebekah Pate Ilha de Man                       | 16       | Mhairi Hall Muriel Macleod Ilhas Ocidentais                                                     | 18       |
| Salto em altura            | Linda Kivistik Saaremaa                                        | 1.68     | Teele Treiel Saaremaa                                           | 1.68     | Teresa Fríðriksdóttir Bláhamar Ilhas Faroé                                                      | 1.60     |
| Salto em distância         | Victoria Hancock Guernsey                                      | 5.39     | Katie Le Rougetel Jersey                                        | 5.38     | Ashantae Graham Ilhas Cayman                                                                    | 5.36     |
| Salto triplo               | Lucy Woodward Jersey                                           | 11.01    | Bára Jógvansdóttir Glerfoss Ilhas Faroé                         | 11.01    | Hilda Östergren Gotland                                                                         | 10.91    |
| Arremesso de peso          | Linda Kivistik Saaremaa                                        | 12.55    | Airike Kapp Saaremaa                                            | 11.75    | Lydia Poula Simonsen Ilhas Faroé                                                                | 11.14    |
| Lançamento de dardo        | Linda Kivistik Saaremaa                                        | 45.46    | Sunniva Bogadóttir Ilhas Faroé                                  | 35.97    | Lucy Woodward Jersey                                                                            | 35.50    |
| Lançamento de disco        | Shadine Duquemin Jersey                                        | 49.34    | Airike Kapp Saaremaa                                            | 41.55    | Tazmin Fayle Ilha de Man                                                                        | 38.44    |
| Lançamento de martelo      | Airike Kapp Saaremaa                                           | 44.96    | Anastasia Banbury Guernsey                                      | 43.96    | Guðrið Petersen Ilhas Faroé                                                                     | 42.03    |

## Quadro de medalhas
Atualizado em 28 de julho de 2023
| Pos                 | Equipe              | Ouro | Prata | Bronze | Total |
| 1                   | Guernsey            | 8    | 8     | 6      | 22    |
| 2                   | Saaremaa            | 7    | 6     | 3      | 16    |
| 3                   | Ilha de Man         | 7    | 3     | 5      | 15    |
| 4                   | Jersey              | 5    | 6     | 7      | 18    |
| 5                   | Anglesey            | 5    | 4     | 2      | 11    |
| 6                   | Ilhas Faroé         | 4    | 5     | 6      | 15    |
| 7                   | Ilha de Wight       | 3    | 3     | 0      | 6     |
| 8                   | Minorca             | 1    | 2     | 2      | 5     |
| 9                   | Åland               | 1    | 0     | 0      | 1     |
| 10                  | Shetland            | 0    | 2     | 2      | 4     |
| 11                  | Ilhas Ocidentais    | 0    | 1     | 1      | 2     |
| 12                  | Gozo                | 0    | 1     | 0      | 1     |
| 13                  | Gibraltar           | 0    | 0     | 3      | 3     |
| 14                  | Ilhas Cayman        | 0    | 0     | 1      | 1     |
| 14                  | Gotland             | 0    | 0     | 1      | 1     |
| 14                  | Orkney              | 0    | 0     | 1      | 1     |
| Totais (16 Equipes) | Totais (16 Equipes) | 41   | 41    | 40     | 122   |